# Sean Taylor
Sean Michael Maurice Taylor (1. april 1983 i Miami, Florida, USA – 27. november 2007 i Miami, Florida) var en amerikansk udøver af amerikansk fodbold. Han spillede free safety for Washington Redskins i NFL. Sean Taylor blev draftet som nummer 5 i 1. runde af draften i 2004.
Den 26. november 2007 blev Taylor skudt af en indbrudstyv i sit hjem i Palmetto Bay i Florida. Taylor der rigtig skulle have været i Washington var hjemme i Florida på grund af en 3 ugers lang skade. Hans kæreste Jackie Garcia havde gemt sig under sengen med deres barn, hvor hun så ringede 911. Den sårede Taylor blev fløjet til Miami med helikopter hvor han blev opereret. Han havde mistet store mængder blod og befandt sig i koma. Taylor døde dagen efter af blodmangel. Det var Richard Sharpstein der bragte nyheden ud til medierne, der havde hørt det af Taylors far.